# Mathilde du Palatinat
 (mai 2010).
Si vous disposez d'ouvrages ou d'articles de référence ou si vous connaissez des sites web de qualité traitant du thème abordé ici, merci de compléter l'article en donnant les références utiles à sa vérifiabilité et en les liant à la section « Notes et références ».
Mathilde de Wittelsbach dite Mathilde de Palatinat, née le 7 mars 1419 à Heidelberg et décédée le 22 août 1482 à Heidelberg, est une aristocrate allemande.
Elle est la fille de Louis III "le Barbu" de Wittelsbach, électeur du Palatinat et de Mathilde de Savoie.

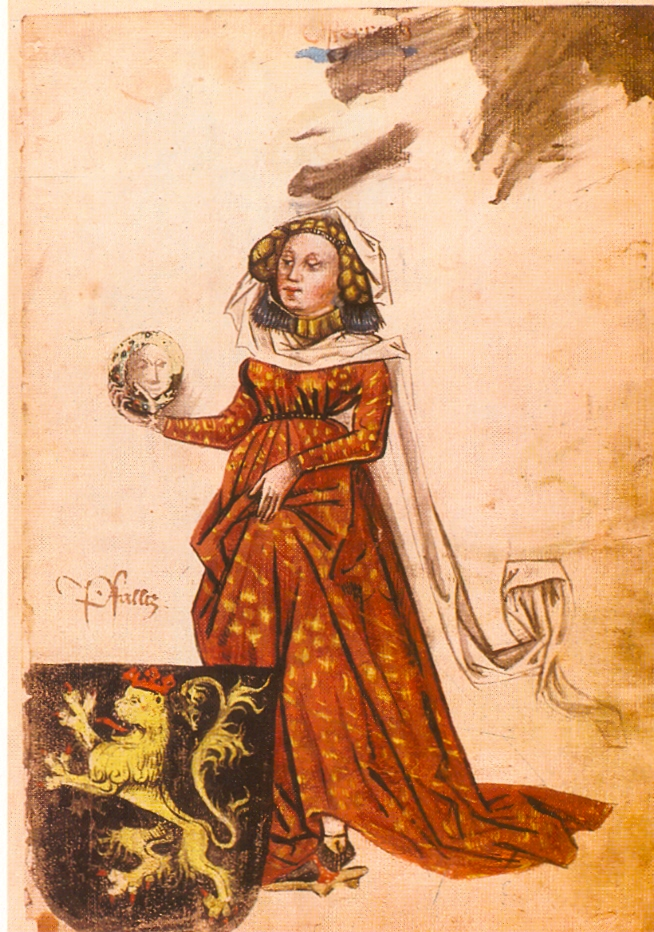
Mathilde du Palatinat dans le Codex Ingeram (1459).

Elle se marie le 17 octobre 1434 avec Louis IV de Wurtemberg puis avec Albert VI d'Autriche en 1452.